# 青春豬頭少年不會夢到嬌憐外出妹
《青春豬頭少年不會夢到嬌憐外出妹》是2023年6月23日在日本上映的浪漫喜劇動畫電影，改編自鴨志田一創作、溝口凱吉負責插圖的輕小說作品《青春豬頭少年系列》第8卷。本作為2019年動畫電影《青春豬頭少年不會夢到懷夢美少女》的續作。續作電影《青春豬頭少年不會夢到紅書包女孩》也於同年上映。

## 配音員
| 角色     | 配音員     |
| 角色     | 日本       |
| -------- | ---------- |
| 梓川咲太 | 石川界人   |
| 櫻島麻衣 | 瀨戶麻沙美 |
| 梓川花楓 | 久保百合花 |
| 古賀朋繪 | 東山奈央   |
| 雙葉理央 | 種崎敦美   |
| 豐濱和香 | 內田真禮   |
| 廣川卯月 | 雨宮天     |

## 製作
本作的企劃最初於2022年9月的Aniplex Online Fest活動上宣布，並在同年12月確定將以劇場版形式上映，製作團隊與前作劇場版相同，包括導演增井壯一、編劇橫谷昌宏，以及人物設定田村里美。本作為動畫電影《青春豬頭少年不會夢到懷夢美少女》的續作，改編自鴨志田一創作、溝口凱吉負責插圖的輕小說作品《青春豬頭少年系列》第8卷。
在電視動畫與前作劇場版製作結束後的某場活動中，導演增井壯一被製作人問到是否有意願製作續作。其實早在上一部電影製作完時，增井就已經知道小說還有第8卷與第9卷，當時便有了製作續作的想法。雖然他當下便表示有興趣，但由於製作團隊當時已經解散，成員也各自安排了其他工作，因此花了很長時間才重新召集人手並開始製作。增井從一開始就希望橫谷昌宏與田村里美能再次參與，而橫谷也立刻答應。

## 評價
本作在日本首週電影票房排名第4名，其中在日本國產電影中則排名第1名，首週票房收入約為1億7500萬日圓。

## 主題曲
主唱：甜蜜子彈（内田真禮、雨宫天、澀谷彩乃、鈴代紗弓、高木美佑）
作詞：兒玉雨子，作曲、編曲：村田祐一

主唱：甜蜜子彈（内田真禮、雨宫天、澀谷彩乃、鈴代紗弓、高木美佑）
作詞：兒玉雨子，作曲、編曲：村田祐一

## BD / DVD
| 名稱                           | 發行日期       | 收錄話數             | 規格編號      | 規格編號      |
| 名稱                           | 發行日期       | 收錄話數             | BD限定版      | DVD限定版     |
| ------------------------------ | -------------- | -------------------- | ------------- | ------------- |
| 青春豬頭少年不會夢到嬌憐外出妹 | 2023年11月29日 | 劇場版《嬌憐外出妹》 | ANZX-17001〜4 | ANZB-17001〜4 |

## 來源
1. 1 2 3  . Comic Natalie. 2023-03-26  [2025-06-14]. （原始内容存档于2023-04-02）.
2. ↑  . アニメ『青春ブタ野郎』シリーズ公式サイト. 2023-07-16  [2025-06-14] （日语）.
3. ↑  Hodgkins, Crystalyn. . Anime News Network. 2022-09-24  [2025-06-14]. （原始内容存档于2022-09-24）.
4. ↑  Loo, Egan. . Anime News Network. 2022-12-03  [2025-06-14]. （原始内容存档于2022-12-03）.
5. ↑  Chapman, Paul. . Crunchyroll. 2022-12-03  [2025-06-14]. （原始内容存档于2022-12-04）.
6. ↑  . 2023-07-07  [2025-06-14] （日语）.
7. ↑  . Mantanweb. 2023-06-26  [2025-06-14] （日语）.
8. 1 2  児玉雨子 [@kodamameko].  (推文). 2023-07-10  [2025-06-14] –Twitter.
9. 1 2  . LIVE LAB.株式会社 公式サイト.   [2025-06-14]. （原始内容存档于2023-10-04） （日语）.

## 外部連結
- 官方网站（日語）